# Lindsaea odorata
Lindsaea odorata là một loài thực vật có mạch trong họ Dennstaedtiaceae. Loài này được Roxb. miêu tả khoa học đầu tiên năm 1844.